# Tam Điệp (huyện)
Tam Điệp là một huyện cũ thuộc tỉnh Hà Nam Ninh, sau thuộc tỉnh Ninh Bình, Việt Nam.

## Địa lý
Huyện Tam Điệp nằm ở phía nam tỉnh Ninh Bình, có vị trí địa lý:
- Phía đông giáp huyện Kim Sơn
- Phía tây giáp hai huyện Hoa Lư và Nho Quan
- Phía nam giáp thị xã Bỉm Sơn và hai huyện Hà Trung, Nga Sơn, tỉnh Thanh Hóa
- Phía bắc giáp hai huyện Ý Yên và Nghĩa Hưng, tỉnh Nam Định (ranh giới là sông Đáy).

## Lịch sử
Huyện Tam Điệp được thành lập ngày 27 tháng 4 năm 1977 trên cơ sở hợp nhất thị trấn Tam Điệp (trực thuộc tỉnh), huyện Yên Mô và 10 xã: Khánh Hòa, Khánh Phú, Khánh An, Khánh Cư, Khánh Vân, Khánh Ninh, Khánh Hải, Khánh Lợi, Khánh Tiên, Khánh Thiện thuộc huyện Yên Khánh.
Sau khi hợp nhất, huyện Tam Điệp có thị trấn Tam Điệp và 26 xã: Khánh An, Khánh Cư, Khánh Dương, Khánh Hải, Khánh Hòa, Khánh Lợi, Khánh Ninh, Khánh Phú, Khánh Thiện, Khánh Thịnh, Khánh Thượng, Khánh Tiên, Khánh Vân, Yên Bình, Yên Đồng, Yên Hòa, Yên Lâm, Yên Mạc, Yên Mỹ, Yên Nhân, Yên Phong, Yên Phú, Yên Sơn, Yên Thái, Yên Thắng, Yên Thành.
Ngày 17 tháng 12 năm 1982, thị trấn Tam Điệp và 2 xã: Yên Bình, Yên Sơn được tách ra khỏi huyện để thành lập thị xã Tam Điệp (nay là thành phố Tam Điệp).
Ngày 10 tháng 1 năm 1984, chia xã Yên Phong thành hai xã lấy tên là xã Yên Phong và xã Yên Từ.
Ngày 26 tháng 12 năm 1991, tỉnh Ninh Bình được tái lập từ tỉnh Hà Nam Ninh cũ, huyện Tam Điệp trực thuộc tỉnh Ninh Bình.
Cuối năm 1993, huyện Tam Điệp có 25 xã: Khánh An, Khánh Cư, Khánh Dương, Khánh Hải, Khánh Hòa, Khánh Lợi, Khánh Ninh, Khánh Phú, Khánh Thiện, Khánh Thịnh, Khánh Thượng, Khánh Tiên, Khánh Vân, Yên Đồng, Yên Hòa, Yên Lâm, Yên Mạc, Yên Mỹ, Yên Nhân, Yên Phong, Yên Phú, Yên Thái, Yên Thắng, Yên Thành, Yên Từ.
Ngày 4 tháng 7 năm 1994, Chính phủ ban hành Nghị định 59-CP. Theo đó:
- Sáp nhập thôn Đông Thôn thuộc xã Yên Lâm vào xã Yên Thái
- Tách 10 xã: Khánh An, Khánh Cư, Khánh Hải, Khánh Hòa, Khánh Lợi, Khánh Ninh, Khánh Phú, Khánh Thiện, Khánh Tiên, Khánh Vân để tái lập huyện Yên Khánh
- Đổi tên phần còn lại của huyện Tam Điệp thành huyện Yên Mô.

Như vậy, huyện Tam Điệp không còn tồn tại.